# Жан Батист Жозеф Фур'є
Жан Бати́ст Жозеф Фур'є́  (фр. Jean Baptiste Joseph Fourier; 21 березня 1768 — 16 травня 1830) — французький математик і фізик, відомий тим, що започаткував використання рядів Фур'є для розв'язування задач математичної фізики. На честь Фур'є названі перетворення Фур'є та основне рівняння теплопровідності — закон Фур'є. Фур'є вважається першовідкривачем парникового ефекту.

## Біографія
Жан Батист Жозеф Фур'є народився в місті Осер, в сім'ї кравця. Він залишився круглим сиротою у восьмирічному віці. Якась пані, «помітивши в ньому дарування і ніжність не по стану», поклопоталася про нього, давши хорошу рекомендацію місцевому єпископу. Той направив хлопчика у військову школу, якою тоді керували бенедиктинці конгрегації св. Марка. Жан Батист проходив навчання з дивовижною легкістю і швидкістю, а закінчивши школу, залишився там викладачем.
Фур'є брав участь у революції і отримав місце у Вищій нормальній школі при її утворенні в 1794.
У 1796 році очолив кафедру математичного аналізу в знаменитій Політехнічній школі, причому його лекції відрізнялися відточеністю і витонченістю стилю. «Вони не були зібрані, — з жалем констатує Франсуа Араго, біограф Фур'є, і додає: — Таємниця його викладання полягала в майстерному поєднанні істин з цікавими додатками і маловідомими історичними подробицями, почерпнутими з оригінальних джерел, що нині зустрічається досить рідко».
У 1798 році Фур'є разом з Гаспаром Монжем, Клодом Бертолле і Етьєном Жоффруа Сент-Ілером взяв участь в Єгипетській експедиції Наполеона і намагався виробити рекомендації з удосконалення землеробства й іригаційної техніки Єгипту. Його дипломатичний дар і уміння встановлювати дружні стосунки з арабами допомогли у ряді випадків уникнути кровопролиття. Фур'є став секретарем Єгипетського інституту, заснованого Наполеоном під час кампанії.
Після поразки експедиції й повернення у Францію Наполеон призначив Фур'є префектом Ізеру.
У Греноблі він займався адміністративною діяльністю і одночасно — теорією розповсюдження тепла в твердому тілі. Після реставрації Бурбонів Фур'є втратив свою посаду.
1817 року Фур'є був обраний членом Французької академії наук, постійним секретарем якої він став у 1822 після смерті Деламбра. 1826-го Фур'є став членом Французької академії. 1823-го його було обрано іноземним членом Лондонського королівського товариства. Найвизначніша праця Фур'є «Аналітична теорія тепла» (Théorie analytique de la chaleur) була надрукована у 1822.
Останні роки Жана Фур'є, вибраного постійним секретарем Паризької академії наук, пройшли в нескінченних виступах. Американський дослідник Е. Т. Белл розказує, що Фур'є став нестерпно говірким і замість того, щоб продовжувати дослідження, розважав публіку хвалькуватими розповідями про те, що він збирається зробити.
Мабуть, його дедалі частіше долали спогади про Єгипетську експедицію, бо він став стверджувати, що найкориснішою для здоров'я є спека пустелі, як мумія закутувався в масу одягу і розжарював повітря своїх кімнат до пекельної температури. Помер на 63-у році життя — не виключено, що від хвороби серця. Похований на цвинтарі Пер-Лашез поряд із Шампольйоном.

## Внесок у науку
Науковій діяльності Фур'є були властиві працьовитість і методичність. Розв'язуючи задачу про розповсюдження тепла він виходив із закону охолодження тіл Ньютона, за якою потік тепла між тілами при теплообміні пропорційний різниці їхніх температур. Це припущення дозволило Фур'є записати рівняння:
{\displaystyle \mathbf {q} =-k\nabla T},
де {\displaystyle \mathbf {q} } — тепловий потік, T — температура, а k — певний коефіцієнт пропорційності. Це рівняння отримало назву закону Фур'є.
Виходячи з цього рівняння, Фур'є отримав диференціальне рівняння теплопровідності і взявся шукати його розв'язок методом розділення змінних, задаючи різні граничні умови. Загалом інтуїція цінується вище методичності — якщо шлях вибраний невірно, працьовитість піде даремно. Фур'є рушив точно. Він став представляти математичні функції тригонометричними рядами, які згодом стали називати рядами Фур'є.
Жан Фур'є не був першовідкривачем ідеї заміни функції тригонометричним рядом. Тригонометричні ряди вперше ввів Леонард Ейлер — в 1748 році. Формули для обчислення коефіцієнтів ряду були відомі Леонарду Ейлеру з 1777. Ейлер вивів їх шляхом почленного інтегрування, а опублікував у 1798 році. Ще раніше, до Леонарда Ейлера, на їх існування вказав Клеро (1757 рік). Але той і інший використовували їх спорадично, від випадку до випадку, а неухильно націлений Фур'є зробив їх вживання системою. Він першим дав приклади розкладу в тригонометричний ряд функцій, які на різних ділянках задані різними аналітичними виразами. «Великою математичною поемою» назвав працю Фур'є лорд Кельвін.
Фур'є вважав, що будь-яку функцію можна представити тригонометричним рядом. Загалом це твердження неточне, і Фур'є критикували за відсутність строгості. Питання про збіжність рядів Фур'є залишалося значною проблемою в математиці впродовж 19 ст. Перше строге доведення збіжності рядів, наклавши умови на функцію, дав Діріхле у 1829.
Іншим важливим внеском Фур'є в фізичну науку був аналіз розмірностей. Фур'є зазначив, що рівняння, яке описує фізичний закон, повинно мати однакову розмірність у правій та лівій частині, і цей факт можна використати для отримання якісних результатів.
Фур'є вважається першовідкривачем парникового ефекту. За його підрахунками кількість сонячного тепла, яке отримує Земля, недостатня для пояснення температури її поверхні. Він проаналізував можливі джерела додаткового тепла, опублікувавши свої результати в 1824 та 1827 роках. Серед інших причин додаткового нагрівання, Фур'є назвав також явище аналогічне підвищенню температури в ящику, накритому склом, виявлене експериментально Орасом-Бенедиктом де Сосюром. Фур'є припустив, що гази в атмосфері утворюють стабільний шар, аналогічний склу. Це пояснення неправильне, виходячи з сучасного розуміння ефекту, однак воно було кроком у потрібному напрямку.

## Праці
- Fourier, Joseph (1822). Théorie analytique de la chaleur. Paris: Firmin Didot Père et Fils. Архів оригіналу за 11 листопада 2012. Процитовано 29 березня 2012.

- Fourier, Joseph (1824). Annales de chimie et de physique. Т. 27. Paris: Annals of Chemistry and Physics. с. 236—281. Архів оригіналу за 16 червня 2013. Процитовано 29 березня 2012.

- Fourier, Joseph (1827). Mémoire sur la température du globe terrestre et des espaces planétaires. Т. 7. Memoirs of the Royal Academy of Sciences of the Institut de France. с. 569—604. Архів оригіналу за 19 січня 2022. Процитовано 17 червня 2022.

- Fourier, Joseph (1827). Mémoire sur la distinction des racines imaginaires, et sur l'application des théorèmes d'analyse algébrique aux équations transcendantes qui dépendent de la théorie de la chaleur. Т. 7. Memoirs of the Royal Academy of Sciences of the Institut de France. с. 605—624. Архів оригіналу за 20 січня 2022. Процитовано 17 червня 2022.

- Fourier, Joseph (1827). Analyse des équations déterminées. Т. 10. Firmin Didot frères. с. 119—146. Архів оригіналу за 30 вересня 2011. Процитовано 29 березня 2012.

- Fourier, Joseph (1827). Remarques générales sur l'application du principe de l'analyse algébrique aux équations transcendantes. Т. 10. Paris: Memoirs of the Royal Academy of Sciences of the Institut de France. с. 119—146. Архів оригіналу за 9 січня 2022. Процитовано 17 червня 2022.

- Fourier, Joseph (1833). Mémoire d'analyse sur le mouvement de la chaleur dans les fluides. Т. 12. Paris: Memoirs of the Royal Academy of Sciences of the Institut de France. с. 507—530. Архів оригіналу за 11 грудня 2021. Процитовано 17 червня 2022.

- Fourier, Joseph (1821). Rapport sur les tontines. Т. 5. Paris: Memoirs of the Royal Academy of Sciences of the Institut de France. с. 26—43. Архів оригіналу за 9 квітня 2016. Процитовано 29 березня 2012.